# 浙江省高等法院及杭县地方法院旧址
浙江省高等法院及杭县地方法院旧址俗称红楼，位于中国浙江省杭州市拱墅区延安路与庆春路（原延龄路与法院路，法院路清旧名臬司前）交叉口处西北侧，为杭州仅有的司法机构遗存，2006年5月修缮后改为杭州城市建设陈列馆。
该建筑建于清宣统元年（1909），最初为宣统二年（1910）成立的浙江高等审判厅及高等检察厅、杭州地方审判厅及地方检察厅合署办公地点，二者分别在民国十九年（1930）改为浙江省高等法院和民国十六年以后（1927）改为杭县地方法院（1946年又改称为杭州地方法院），1949年改为杭州市人民法院，1951年法院迁至环城西路1号（今63号），原址划归浙江医学院军区医院（浙江大学医学院前身，一度作为浙江大学湖滨校区），现存原杭县地方法院法庭部分，原建筑的五分之二（东侧部分）已于1951-1966年间因拓建延安路拆除，原顶部中央设有西式风格的钟台，今亦不存。